# ピーチケパーチケ
『ピーチケパーチケ』は、2011年4月14日（13日深夜）から関西テレビで毎週木曜1:30 - 1:58（水曜深夜25:30 - 25:58）に放送されている情報バラエティ番組。初回は15分拡大し、1:05 - 1:50（深夜25:05 - 25:50）に放送。
2022年3月までの番組名は『ピーコ&兵動のピーチケパーチケ』であり、ピーコと兵動大樹（矢野・兵動）の冠番組であったがピーコの卒業により改題された。

## 概要
ピーコと兵動大樹をはじめとする出演者たちが、舞台・ミュージカル・イベントなどの最新のエンターテインメント情報を基にトークとバラエティ企画を展開する深夜番組。番組は、各回で特集するイベントのチケット電話予約を随時受け付けており、画面右上には常にチケット予約用の電話番号を表示している。
2012年4月からは毎週土曜 5:05 - 5:35に再放送されていたが、2014年10月より、土曜日5:30 - 6:00に変更となっている。また編成上の都合により再放送を行わない場合や、別のイベントの告知番組に充てられ中止になる場合もある。
ピーコは2021年6月に番組を卒業したが、その後もタイトルは『ピーコ&兵動のピーチケパーチケ』のままであった。2022年4月7日（6日深夜）に『ピーチケパーチケ』にリニューアルした。

## 出演者

### 現在
- 兵動大樹（矢野・兵動）
- 中山優馬（2015年1月7日 - [注 1]）
- 藤本景子（関西テレビアナウンサー）

### 過去
- 中間淳太（関西ジャニーズJr. → ジャニーズWEST、2012年5月2日 - 2014年12月24日、隔週出演[注 2]）
- 小瀧望（関西ジャニーズJr. → ジャニーズWEST、2012年5月16日 - 2014年12月24日、隔週出演[注 2]）
- ピーコ（ - 2021年6月）
- 川島壮雄（関西テレビアナウンサー、- 2022年3月）
- 山本悠美子（関西テレビアナウンサー）ナレーション
- 小泉エリ（ - 2016年7月、隔週出演）
- 桜 稲垣早希（ - 2023年3月、2016年7月までは隔週出演[注 3]）

## 主なコーナー
兵動大樹のドアタマ小話
オープニングで兵動大樹が最近起こった出来事をテーマにトークを繰り広げるコーナー。
桜 稲垣早希の自由研究 勝手にリサーチ!!
桜 稲垣早希のどちらかが知って得する情報を勝手にリポートするコーナー。

## スタッフ
- 構成：藤田雄一、弘中麻由
- TD：山本倫久
- 撮影：日浅宏一
- VE：中川裕貴
- 照明：大石竜也
- 音声：藤松智哉
- 美術制作：西川夏子
- 美術進行：日下部稔
- デザイン：井内克信
- 装置：辻真一
- 電飾：中井高浩
- 編集：仁部貴史（イングス）
- MA：河村章（戯音工房）
- メイク：ビーム
- スタイリスト：アンド・マッセ
- 編成：東田元
- 制作デスク：寺田瑠衣、武内智子
- ディレクター：中野公樹（officeくじら）、山崎啓仁（オフィスくまひげ）、森欣治（R40）、杉本阿夕夢
- プロデューサー：北村友香理、松川さやか
- 制作：関西テレビ コンシューマービジネス局 イベント事業部
- 制作・著作：関西テレビ

## 関連番組
ピーチケプラス
2013年4月に放送開始したピーチケパーチケの姉妹番組。毎週日曜6:15 - 6:30放送。
現在の出演者
- 兵動大樹（矢野・兵動）（2022年7月 - ）
- 藤本景子（関西テレビアナウンサー）

過去の出演者
- 山本悠美子（関西テレビアナウンサー） - ナレーション

ピーチケMusic
2015年10月開始。毎月第2水曜3:45 - 3:55放送。
現在の出演者
- 藤本景子（関西テレビアナウンサー）

ピーコ＆兵動のピーチケパーチケ〜気付けば今宵で丸10年!応援ありがとうプレゼントSP〜
2021年4月14日に放送された特番。